# Mesopteryx
Mesopteryx, es un género de las mantis, de la familia Mantidae, del orden Mantodea. Es originario de Asia.

## Especies
- Mesopteryx alata
- Mesopteryx platycephala
- Mesopteryx robusta